# Bijelač
Bijelač (Бијелач) è un centro abitato della Bosnia ed Erzegovina, compreso nel comune di Trebigne.